# CFM International
CFM international è una joint venture, formata nel 1974 tra l'azienda statunitense GE Aviation e la francese Snecma (ora Safran), che si occupa dalla produzione di motori aeronautici per l'aviazione civile e militare.
Il nome CFM è il risultato dell'unione delle sigle utilizzate dalle due compagnie madri per designare i loro motori: CF per GE e M per i modelli della Snecma.

## Prodotti

### CFM56
Il CFM56 è il primo motore prodotto dalla joint venture, nonché quello di maggior successo, entrato in esercizio nel 1974. Il progetto è nato grazie agli studi di Snecma, che da tempo lavorava su un'innovativa tecnologia per dei motori ad alto rapporto di diluizione, in grado di ridurre consumi ed emissioni sonore. L'azienda francese aveva bisogno dell'aiuto di un costruttore di motori più strutturato per la produzione di grandi volumi, da  cui la nascita della collaborazione con GE Aviation. Il nome del motore è per questo l'unione del codice con cui ciascuna delle due aziende identifica il prodotto: CF6 (essendo il 6° motore da loro prodotto) per GE, e M56 (a indicare il 56° motore sviluppato) per Snecma.
Nonostante alcuni problemi iniziali di natura tecnica e politica abbiano sollevato dubbi sul futuro del progetto, è progressivamente diventato uno dei più comuni turboventola dell'aviazione civile nel mondo, con una produzione che, nelle sue quattro varianti, ha superato le 30.000 unità nel 2016. Nel 2019 tutti i motori installati hanno complessivamente superato 1 miliardo di ore di volo.
Il motore è utilizzato su diversi aerei di ampia diffusione. In ambito civile è il motore unico di alcune generazioni del Boeing 737 (tutti gli esemplari delle varianti Classic e Next), nonché degli Airbus A340 in versione -200 e -300; è anche uno dei due motori disponibili per tutte le varianti della famiglia Airbus A320. In campo militare, con la designazione USAF F108, ha gradualmente rimpiazzato dal 1980  il Pratt & Whitney JT3D sui KC-135 Stratotanker, dando origine alla variante KC-135R di questo aereo.

### CFM LEAP
Il CFM LEAP è un motore nato per sostituire il CFM56 con un prodotto che riducesse ulteriormente consumi e emissioni. Questo grazie all'uso di nuove tecnologie, sviluppate dal progetto LEAP56, iniziato nel 2005 e presentato ufficialmente nel 2008. L'impiego di materiali innovativi (fibra di carbonio, compositi di matrice ceramica) ha consentito di adottare una turbina dal diametro maggiore, portando a una riduzione dei consumi superiore al 15%.
Il CFM LEAP è entrato in servizio nel luglio 2016, su un Airbus A320neo di Pegasus Airlines. È prodotto come uno dei due motori disponibili per la famiglia Airbus A320neo, oltre che come motore esclusivo per tutte le varianti del Boeing 737 MAX e per il Comac C919.

### CFM RISE
Il RISE (acronimo per Revolutionary Innovation for Sustainable Engines) è un prototipo in fase di sviluppo per un motore propfan, ossia con ventole collocate all'esterno e non racchiuse nella copertura del motore. Questa tecnologia, ancora non molto approfondita, potrebbe consentire una riduzione dei consumi fino al 25% rispetto ai motori di generazione precedente, grazie al notevole aumento del rapporto di diluizione.
CFM ha presentato il progetto RISE nel 2021, annunciando come obiettivo  una riduzione del carburante consumato di almeno il 20% rispetto ai motori della generazione del LEAP, grazie anche alla possibilità di essere alimentato con carburanti sostenibili (SAF) e in modalità ibrida. Secondo CFM, l'inizio dei test a terra potrebbe avvenire già entro il 2030.